# القولنج
القولنج معرب واژه پارسی کولنج کتابی از محمد زکریای رازی در زمینهٔ پزشکی است.در این کتاب در هجده باب دربارهٔ انواع قولنج‌ها بحث شده‌است.
در علم پزشکی قدیم علاوه بر درد قولنج به دردهای ناشی از سنگ کلیه و کبد و طحال نیز قولنج می‌گفتند و همچنین دردهای روده و آپاندیست نیز قولنج گفته می‌شده‌است. 
- باب اول، در آن‌که بسیاری از داروهایی که پزشکان برای درمان قولنج استفاده می‌کردند، مؤثر نیست.
- باب دوم، این درد مشابه درد دیگری می‌باشد و برای درمان باید شناخت کافی از آن داشت.
- باب سوم، شرح درد قولنج از سایر دردهای مشابه.
- باب چهارم، درد مخصوص قولنج.
- باب پنجم، اقسام قولنج.
- باب ششم، بیان تفصیل اقسام قولنج و آن دسته که بیشتر پیش می‌آیند.
- باب هفتم، علاماتی که دلیل بر قولنج سخت است.
- باب هشتم، اقسام قولنج و درمان آن‌ها.
- باب نهم، داروهای آسان کننده درد قولنج.
- باب دهم، شیاف‌های مستعمل در قولنج.
- باب یازدهم، گرم کردن و ضماد گذاشتن و حجامت کردن هنگام قولنج.
- باب دوازدهم، داروهای مسکن برای درد قولنج.
- باب سیزدهم، داروهایی که باد را از بدن بیرون ریزند.
- باب چهاردهم، غذاها و آشامیدنی‌ها برای افرادی که بیشتر به قولنج مبتلا می‌شوند.
- باب پانزدهم، غذاها و آشامیدنی‌هایی که برای افراد مبتلا ضرر دارد.
- باب شانزدهم، علت‌های رفع کننده قولنج.
- باب هفدهم، علت‌های دفع کننده قولنج.
- باب هجدهم، علامت‌هایی که دلیل بر قولنج سخت است.

## منبع
- نجم‌آبادی، محمود (۲۵۳۵شاهنشاهی)، محمد زکریا رازی، تهران: انتشارات دانشگاه رازی تاریخ وارد شده در |سال= را بررسی کنید (کمک)